# Stefan Johansson (bandyspelare)
Stefan Johansson, född 11 september 1954, är en svensk tidigare bandyspelare. Stefan Johansson spelade för Ljusdals BK säsongen 1974/1975 och bidrog starkt med sina fem mål till att de tog SM-guld mot Villa Lidköping BK. 
Han blev 1975 årets man i svensk bandy.
Han har därefter spelat i IFK Vänersborg, Västerås SK, IK Sirius BK, samt norska lagen Drafn (där han blev norsk mästare 1991), Mjøndalens IF, Sparta/Brageröen och Drammen Bandy. Efter sin aktiva karriär fortsatte han som tränare i bl.a. Mjøndalen och Drammen. Som tränare för Drammens juniorlag, blev han norsk mästare 2004. Han var även förbundskapten för de norska P17- och P19-landslagen under sju år.
Efter 17 år i Norge, flyttade han tillbaka till Sverige och Uppsala. Där var han assisterade tränare i UNIK Bandy, under tre år, innan han inför säsongen (2008/2009) tog jobbet som huvudtränare i Helenelunds IK Bandy i Sollentuna där han var i tre säsonger.
Under 2012 flyttade han upp till hemorten Ljusdal, där han tillsammans med Daniel Eriksson är tränare för klubbens P18 och U23-lag. Han blev efter säsongen 2012/13 utsedd till årets ledare i Ljusdals BK. U23-laget vann div 2 södra norrland och ska under säsongen 2013/14 spela i div 1 norra.